# 三角廣底球狀罩帳
三角廣底球狀罩帳（Triangular hebesphenorotunda）是约翰逊多面體的其中一個，索引為J92。它無法由柏拉圖立體（正多面體）和阿基米得立體（半正多面體）經過切割、增補而得來，是詹森多面體中的基本立體之一。詹森多面體是凸多面體，面皆由正多邊形組成但不屬於均勻多面體，共有92種。這些立體最早在1966年由諾曼·詹森（Norman Johnson）命名並給予描述。
雖然其無法由正多面體和半正多面體經過切割、增補而得來，但他其實與截半二十面體（半正多面體的一種）有著不可分離的關係，最明顯的就是他們都有三個五邊形和四個三角群位於立體的其中一邊。如果將這些面與面一個個地被排列在截半二十面體上，那麼唯一的六邊形面就會位於平面上兩相對的三角形面中間。
三角廣底球狀罩帳還存在可以與小斜方截半二十面体相應面對齊的部分，即3個新月狀的三角形-正方形-三角形帶。其位於頂點圖表示為(33.5)的頂點周圍也可以與正二十面體欠側錐的相應面對齊。
諾曼·詹森使用前綴hebespheno-（廣底球狀）來指代由三個相鄰的新月狀（lunes）形成的鈍楔狀複合結構，新月狀（lunes）是一個正方形和兩個正三角形連接在正方形相對兩側的結構。 後綴（triangular）-rotunda（罩帳）是指三個正三角形和三個正五邊形圍繞另一個正三角形的複合結構，其結構類似於五角罩帳。

## 性質
三角廣底球狀罩帳共由20個面、36條邊和18個頂點組成。在其20個面中，有13個正三角形、3個正方形、3個五邊形和1個六邊形。在其18個頂點中，有3個頂點是2個三角形和2個五邊形的公共頂點，並且這些面在構成頂角的多面角時，以三角形、五邊形、三角形和五邊形的順序排列，在頂點圖中可以用(3.5.3.5)來表示，或者簡寫為[(3,5)2]；還有6個頂點是2個三角形、1個正方形和1個五邊形的公共頂點，並且這些面在構成頂角的多面角時，以三角形、正方形、三角形和五邊形的順序排列，在頂點圖中可以用(3.4.3.5)或[3,4,3,5]來表示；還有3個頂點是3個三角形和1個五邊形的公共頂點，在頂點圖中可以用(33.5)或[33,5]來表示；剩下的6個頂點是2個三角形、1個正方形和1個六邊形的公共頂點，並且這些面在構成頂角的多面角時，以三角形、三角形、正方形和六邊形的順序排列，在頂點圖中可以用(32.4.6)或[32,4,6]來表示。

### 結構
三角廣底球狀罩帳是諾曼·詹森列表末尾的特殊詹森多面體之一，它無法由柏拉圖立體（正多面體）和阿基米得立體（半正多面體）經過切割、增補而得來。然而，它與截半二十面體密切相關。在其表面的頂部的3個五邊形和3個三角形圍繞著一個中心三角形的結構，實際上是截半二十面體表面的一部分。此外，其六邊形面位於能夠平分對應截半二十面體的平面上。

### 體積與表面積
若一個三角廣底球狀罩帳邊長為{\displaystyle a}，則其表面積{\displaystyle A}為：
{\displaystyle A=\left(3+{\frac {1}{4}}{\sqrt {1308+90{\sqrt {5}}+114{\sqrt {75+30{\sqrt {5}}}}}}\right)a^{2}\approx 16.38867a^{2},}
而其體積{\displaystyle V}為：
{\displaystyle V={\frac {1}{6}}\left(15+7{\sqrt {5}}\right)a^{3}\approx 5.10875a^{3}.}

### 二面角
三角廣底球狀罩帳共有7種二面角，分別是兩種三角形與正方形的二面角、兩種三角形與五邊形的二面角、一種三角形與三角形的二面角、一種三角形與六邊形的二面角以及一種正方形與六邊形的二面角。
其中，兩種三角形與正方形的二面角分為在“新月”部分上的，以及“新月”與“罩帳”交錯部分的。
其中，“新月”部分上的三角形與正方形的二面角角度約為159.09度：
{\displaystyle \arccos \left(-{\frac {1+{\sqrt {5}}}{\sqrt {12}}}\right)\approx 2.7767288\approx 159.094843^{\circ }}
而“新月”與“罩帳”交錯部分的三角形與正方形的二面角角度約為110.9度：
{\displaystyle \arccos \left(-{\sqrt {\frac {3-{\sqrt {5}}}{6}}}\right)\approx 1.935660\approx 110.905157^{\circ }}
兩種三角形與五邊形的二面角分為在“罩帳”部分上的，以及“新月”與“罩帳”交錯部分的。
其中，“罩帳”部分上的三角形與五邊形的二面角角度約為142.62度：
{\displaystyle \arccos \left(-{\sqrt {\frac {5+2{\sqrt {5}}}{15}}}\right)\approx 2.48923451\approx 142.622632^{\circ }}
而“新月”與“罩帳”交錯部分的三角形與五邊形的二面角角度約為100.81度：
{\displaystyle \arccos \left(-{\sqrt {\frac {5-2{\sqrt {5}}}{15}}}\right)\approx 1.75950686\approx 100.812317^{\circ }}
三角形與三角形的二面角以及三角形與六邊形的二面角皆為負五平方根三分之一的反餘弦值，角度約為138.19度：
{\displaystyle \angle }三角形{\displaystyle ,}三角形{\displaystyle \,=\angle }三角形{\displaystyle ,}六邊形{\displaystyle \,=\arccos \left(-{\frac {\sqrt {5}}{3}}\right)\approx 2.411864997\approx 138.189685^{\circ }}
正方形與六邊形的二面角角度約為110.9度：
{\displaystyle \angle }正方形{\displaystyle ,}六邊形{\displaystyle \,=\arccos \left(-{\sqrt {\frac {3-{\sqrt {5}}}{6}}}\right)\approx 1.935660\approx 110.905157^{\circ }}

### 頂點座標
邊長為{\displaystyle {\sqrt {5}}-1}的三角廣底球狀罩帳的頂點座標由下列頂點的軌道的並集在繞z軸旋轉120°和沿yz平面鏡射所產生的空間對稱群之群作用下給出：
{\displaystyle \left(0,-{\frac {2}{\tau {\sqrt {3}}}},{\frac {2\tau }{\sqrt {3}}}\right),\left(\tau ,{\frac {1}{{\sqrt {3}}\tau ^{2}}},{\frac {2}{\sqrt {3}}}\right),}
{\displaystyle \left(\tau ,-{\frac {\tau }{\sqrt {3}}},{\frac {2}{{\sqrt {3}}\tau }}\right),\left({\frac {2}{\tau }},0,0\right),}
此處的{\displaystyle \tau ={\frac {{\sqrt {5}}+1}{2}}}（有時寫作{\displaystyle \varphi }）為黃金比例。第一個點生成與六邊形面相對的三角形面，第二個點生成圍繞前一個三角形面的底，第三個點生成與第一個三角形相對的五邊形尖端，最後一個點生成六邊形。

## 外部連結
- 埃里克·韦斯坦因. . MathWorld.
  - 埃里克·韦斯坦因. . MathWorld.